# 코드 커버리지
코드 커버리지(code coverage)는 소프트웨어의 테스트를 논할 때 얼마나 테스트가 충분한가를 나타내는 지표 중 하나다. 말 그대로 코드가 얼마나 커버되었는가이다. 소프트웨어 테스트를 진행했을 때 코드 자체가 얼마나 실행되었냐는 것이다.
코드의 구조를 이루는 것은 크게 구문(statement), 조건(condition), 결정(decision)이다. 이러한 구조를 얼마나 커버했느냐에 따라 코드커버리지의 측정기준은 나뉘게 된다. 일반적으로 많이 사용되는 커버리지는 구문(statement)커버리지이며, 실행 코드라인이 한번 이상 실행되면 충족된다. 조건(condition)커버리지는 각 내부 조건이 참 혹은 거짓을 가지면 충족된다. 결정(decision) 커버리지는 각 분기의 내부 조건자체가 아닌 이러한 조건으로 인해 전체 결과가 참 혹은 거짓이면 충족된다. 그리고 조건과 결정을 복합적으로 고려하는 MC/DC 커버리지 또한 있다. 커버리지를 측정하는 법은 사람이 로그를 찍어가거나 디버거를 이용하여 볼수는 있으나 매우 힘든 과정이다. 시중에는 많은 코드커버리지 측정 도구가 나와 있으며, 대표적인 도구로 DT10, LDRA, VectorCAST, CodeScroll Controller Tester, QualityScroll Cover 라는 도구가 있다.

## 같이 보기
- 회귀 테스트
- 정적 프로그램 분석
- 화이트박스 검사

## 참고 문헌
- ISO 26262 지원을 위한 Automotive 솔루션 (한컴MDS)